# Abdalong von Marseille
Abdalong von Marseille war angeblich im 8. Jahrhundert Bischof von Marseille.
Abdalong erscheint in der von den Autoren der Gallia christiana aufgestellten Bischofsliste von Marseille vor dem für das Jahr 780 erwähnten Bischof Maurontus. Seine Existenz ist aber erst in Dokumenten ab dem 17. Jahrhundert belegt. Molanus behauptete, dass er Abdalongs Namen in den Anhängen zum Martyrologium von Usuard gesehen habe. André du Saussay († 1675) verfasste in seinem Martyrologium Gallicanum eine genauere Eloge auf Abdalong, als wenn ihm alte Urkunden zu Gebot gestanden hätten. Auch dass Abdalong als Heiliger zu betrachten sei, dessen Festtag auf den 1. März falle, entbehrt jeder Grundlage; es gab für ihn nie einen Kult in Marseille.